# مارتن يوهانسون (لاعب هوكي الجليد سويدي)
مارتن يوهانسون (بالسويدية: Martin Johansson)‏ هو لاعب هوكي الجليد سويدي، ولد في 18 مارس 1977 في انجلهولم في السويد.

## وصلات خارجية
- مارتن يوهانسون على موقع HockeyDB.com (الإنجليزية)